# Alan Goodwin Poindexter
Alan Goodwin Poindexter (Pasadena, Kalifornia, 1961. november 5. – Pensacola, Florida, 2012. július 1.) amerikai űrhajós.

## Életpálya
1983-ban végzett a Pensacola Junior College-ben. 1986-ban a Georgiai Műszaki Egyetemen kitüntetéssel végzett és repülőmérnöki diplomát szerzett. 1988-ban kapott pilótaengedélyt. Az F–14 Tomcat haditengerészeti vadászrepülőgépen repült. Részt vett a Sivatagi Vihar hadműveletben. 1995-ben a US Navy Haditengerészeti Posztgraduális Iskolájában szerzett mérnöki oklevelet. 1995-ben tesztpilóta kiképzésben részesült. Az F–14 repülőgép különböző változatait repülte, illetve tesztelte. Több mint 4000 órát töltött a levegőben, több mint 30 repülőgéptípust vezetett vagy tesztelt, több mint 450 leszállást hajtott végre repülőgép-hordozó fedélzetére.
1998. június 4-től a Lyndon B. Johnson Űrközpontban kapott űrhajós kiképzést. Két űrrepülése alatt összesen 27 napot, 21 órát és 9 percet (669 óra) töltött a világűrben. 2010-től a Haditengerészeti Posztgraduális Iskola parancsnoka volt. 2012. július 1-jén hunyt el.

## Űrrepülések
- STS–122  az Atlantis űrrepülőgép 29. repülésének pilótája. Legfőbb feladat a Nemzetközi Űrállomáson üzembe helyezni a Columbus laboratóriumot. Első űrrepülése alatt összesen 14 napot, 22 órát, 46 percet és 28 másodpercet (358 óra) töltött a világűrben. 8 500 000 kilométert (5 296 832 mérföldet) repült, 202 alkalommal kerülte meg a Földet.
- STS–131, a Discovery űrrepülőgép 38. repülésének parancsnoka. Az űrállomás építéséhez, üzemeltetéséhez több technikai eszközt, anyagot szállított, mintegy 27 000 font mennyiségben, a Multi-Purpose Logistics Module (MPLM) űreszközzel. Második űrrepülése alatt összesen 15 napot, 02 órát, 47 percet, és 10 másodpercet (362 óra) töltött a világűrben. 10 029 810 kilométert (6 232 235 millió mérföldet) repült, 238 alkalommal kerülte meg a Földet.